# Långshult
Långshult är en by belägen i Rydaholms socken i Värnamo kommun.
Byn ligger på en moränrygg som sträcker sig i nord-sydlig riktning. Byns marker avgränsas i öster av sjön Lången och i väster av Årån. Den ursprungliga byn som då var samlad tros ha sina rötter i medeltiden. Bosättningarna i Långshult var då en avgärdad del av Horda by som den tillhörde fram storskiftet 1777-78. 
Det första kända skriftliga belägget av Långshult finns i ett brev från 1407. 
I början av 1860-talet genomfördes laga skifte i Långshult. Gårdarna flyttades då ut från den gemensamma by tomten som var centralt belägen i byn. Bebyggelsen hamnade nu glest utspridd utmed en byväg som än idag går igenom inägomarken i nord-sydlig riktning. De fastighetsgränser som fastställdes vid laga skiftet finns i stort sett kvar oförändrade än i dag.
Kulturlandskapet i Långshult präglas av att åkrarna är omgärdade av stenmurar. Huvuddelen av murarna är uppförda före laga skiftet. Till byns kulturhistoriska lämningar hör också ett stort antal väghållningsstenar, två loftbodar och en linbasta. I ängsmarkerna utmed Årån finns många ängslador. Några av ladorna är äldre knuttimrade hus från tiden innan ängarna utmed ån uppodlades.